# Trioceros narraioca
Espèce
Synonymes
- Chamaeleo narraioca Nečas, Modrý & Šlapeta, 2003

Statut de conservation UICN

 NT  : Quasi menacé
Statut CITES
Trioceros narraioca est une espèce de sauriens de la famille des Chamaeleonidae.

## Répartition
Cette espèce est endémique du mont Kulal au Kenya.

## Publication originale
- Nečas, Modrý & Šlapeta, 2003 : Chamaeleo (Trioceros) narraioca n. sp. (Reptilia: Chamaeleonidae), a new chameleon species from a relict montane forest of Mount Kulal, northern Kenya. Tropical Zoology, vol. 16, n. 1, p. 1-12.